# Puchar Świata w biegach narciarskich 2015/2016 – Toblach
Czwarte zawody Pucharu Świata w biegach narciarskich w sezonie 2015/2016 odbyły się we włoskim Toblach. Konkurencje zostały rozegrane pomiędzy 19–20 grudnia. Zawodnicy rywalizowali w sprintach stylem dowolnym oraz w biegach stylem klasycznym (10 km dla kobiet oraz 15 km dla mężczyzn).

## Program zawodów
| Dzień      | Konkurencja                  | Początek  | Liczba uczestników |
| ---------- | ---------------------------- | --------- | ------------------ |
| 19 grudnia | Sprint kobiet s. dowolnym    | 12:35 CET | 57                 |
| 19 grudnia | Sprint mężczyzn s. dowolnym  | 12:35 CET | 91                 |
| 20 grudnia | 15 km mężczyzn s. klasycznym | 11:15 CET | 93                 |
| 20 grudnia | 10 km kobiet s. klasycznym   | 13:30 CET | 62                 |

## Wyniki

### Sprint kobiet s. dowolnym
| Pozycja | Zawodniczka              | Reprezentacja     | Wynik        | Strata  |
| ------- | ------------------------ | ----------------- | ------------ | ------- |
| złoto   | Maiken Caspersen Falla   | Norwegia          | Finał        | 2:47,28 |
| srebro  | Ingvild Flugstad Østberg | Norwegia          | Finał        | +0,17   |
| brąz    | Stina Nilsson            | Szwecja           | Finał        | +0,61   |
| 4.      | Linn Sömskar             | Szwecja           | Finał        | +1,31   |
| 5.      | Hanna Kolb               | Niemcy            | Finał        | +1,59   |
| 6.      | Denise Herrmann          | Niemcy            | Finał        | +2,31   |
|         |                          |                   |              |         |
| 7.      | Sophie Caldwell          | Stany Zjednoczone | Półfinał (1) | –       |
| 8.      | Natalja Matwiejewa       | Rosja             | Półfinał (2) | –       |
| 9.      | Sadie Maubet Bjornsen    | Stany Zjednoczone | Półfinał (2) | –       |
| 10.     | Laurien van der Graaff   | Szwajcaria        | Półfinał (1) | –       |
| 11.     | Heidi Weng               | Norwegia          | Półfinał (1) | –       |
| 12.     | Krista Pärmäkoski        | Finlandia         | Półfinał (2) | –       |

### Sprint mężczyzn s. dowolnym
| Pozycja | Zawodnik               | Reprezentacja     | Wynik           | Strata  |
| ------- | ---------------------- | ----------------- | --------------- | ------- |
| złoto   | Federico Pellegrino    | Włochy            | Finał           | 2:29,57 |
| srebro  | Simeon Hamilton        | Stany Zjednoczone | Finał           | +0,48   |
| brąz    | Andrew Young           | Wielka Brytania   | Finał           | +0,84   |
| 4.      | Jovian Hediger         | Szwajcaria        | Finał           | +1,09   |
| 5.      | Finn Hågen Krogh       | Norwegia          | Finał           | +1,44   |
| 6.      | Sondre Turvoll Fossli  | Norwegia          | Finał           | +11,89  |
|         |                        |                   |                 |         |
| 7.      | Petter Northug         | Norwegia          | Półfinał (1)    | –       |
| 8.      | Håvard Solås Taugbøl   | Norwegia          | Półfinał (1)    | –       |
| 9.      | Martti Jylhä           | Finlandia         | Półfinał (1)    | –       |
| 10.     | Bernhard Tritscher     | Austria           | Półfinał (2)    | –       |
| 11.     | Gleb Rietiwych         | Rosja             | Półfinał (1)    | –       |
| 12.     | Martin Johnsrud Sundby | Norwegia          | Półfinał (2)    | –       |
| ...     |                        |                   |                 |         |
| 29.     | Maciej Staręga         | Polska            | Ćwierćfinał (1) | –       |
| 80.     | Jan Antolec            | Polska            | Eliminacje      | –       |

### 15 km mężczyzn s. klasycznym
| Pozycja | Zawodnik                 | Reprezentacja | Wynik   | Strata  |
| ------- | ------------------------ | ------------- | ------- | ------- |
| złoto   | Martin Johnsrud Sundby   | Norwegia      | 35:27,4 | –       |
| srebro  | Aleksandr Biessmiertnych | Rosja         | 35:40,0 | +12,6   |
| brąz    | Sjur Røthe               | Norwegia      | 36:16,0 | +48,6   |
| 4.      | Dario Cologna            | Szwajcaria    | 36:28,2 | +1:00,8 |
| 5.      | Stanisław Wołżencew      | Rosja         | 36:32,9 | +1:05,5 |
| 6.      | Aleksiej Połtoranin      | Kazachstan    | 36:35,9 | +1:08,5 |
| 7.      | Siergiej Ustiugow        | Rosja         | 36:37,7 | +1:10,3 |
| 8.      | Niklas Dyrhaug           | Norwegia      | 36:42,5 | +1:15,1 |
| 9.      | Siergiej Turyszew        | Rosja         | 36:44,1 | +1:16,7 |
| 10.     | Maurice Manificat        | Francja       | 36:45,1 | +1:17,7 |
| ...     |                          |               |         |         |
| 51.     | Maciej Staręga           | Polska        | 38:55,9 | +3:28,5 |
| 79.     | Jan Antolec              | Polska        | 40:52,8 | +5:25,4 |

### 10 km kobiet s. klasycznym
| Pozycja | Zawodniczka              | Reprezentacja | Wynik   | Strata  |
| ------- | ------------------------ | ------------- | ------- | ------- |
| złoto   | Therese Johaug           | Norwegia      | 27:22,4 | –       |
| srebro  | Krista Pärmäkoski        | Finlandia     | 27:50,6 | +28,2   |
| brąz    | Ingvild Flugstad Østberg | Norwegia      | 28:02,5 | +40,1   |
| 4.      | Heidi Weng               | Norwegia      | 28:07,6 | +45,2   |
| 5.      | Charlotte Kalla          | Szwecja       | 28:12,6 | +50,2   |
| 6.      | Anne Kyllönen            | Finlandia     | 28:18,1 | +55,7   |
| 7.      | Laura Mononen            | Finlandia     | 28:33,7 | +1:11,3 |
| 8.      | Justyna Kowalczyk        | Polska        | 28:35,4 | +1:13,0 |
| 9.      | Kerttu Niskanen          | Finlandia     | 28:40,5 | +1:18,1 |
| 10.     | Anna Haag                | Szwecja       | 28:46,7 | +1:24,3 |